# ダーニ・ナーンドル
ダーニ・ナーンドル (ハンガリー語: Dáni Nándor, 1871年5月30日 - 1949年12月31日) は、ハンガリーの陸上競技選手である。彼は1896年に開催されたアテネオリンピックに出場して、800メートル競走で2位になった。

## 経歴
800メートル競走に参加したダーニは、予選を2位で通過して決勝レースに臨んだ。決勝では予選で敗れたオーストラリアのエドウィン・フラックと再び対決した。ダーニは2分11秒8の記録を出したが、2分11秒0で走ったフラックに再度敗れた。